# Hiobsträne

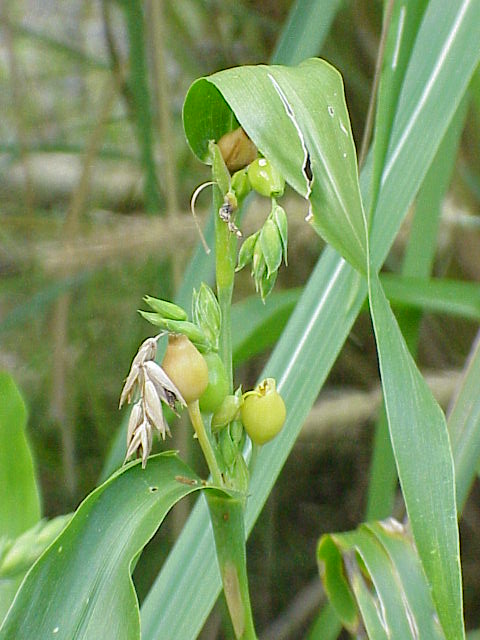
Hiobsträne (Coix lacryma-jobi)

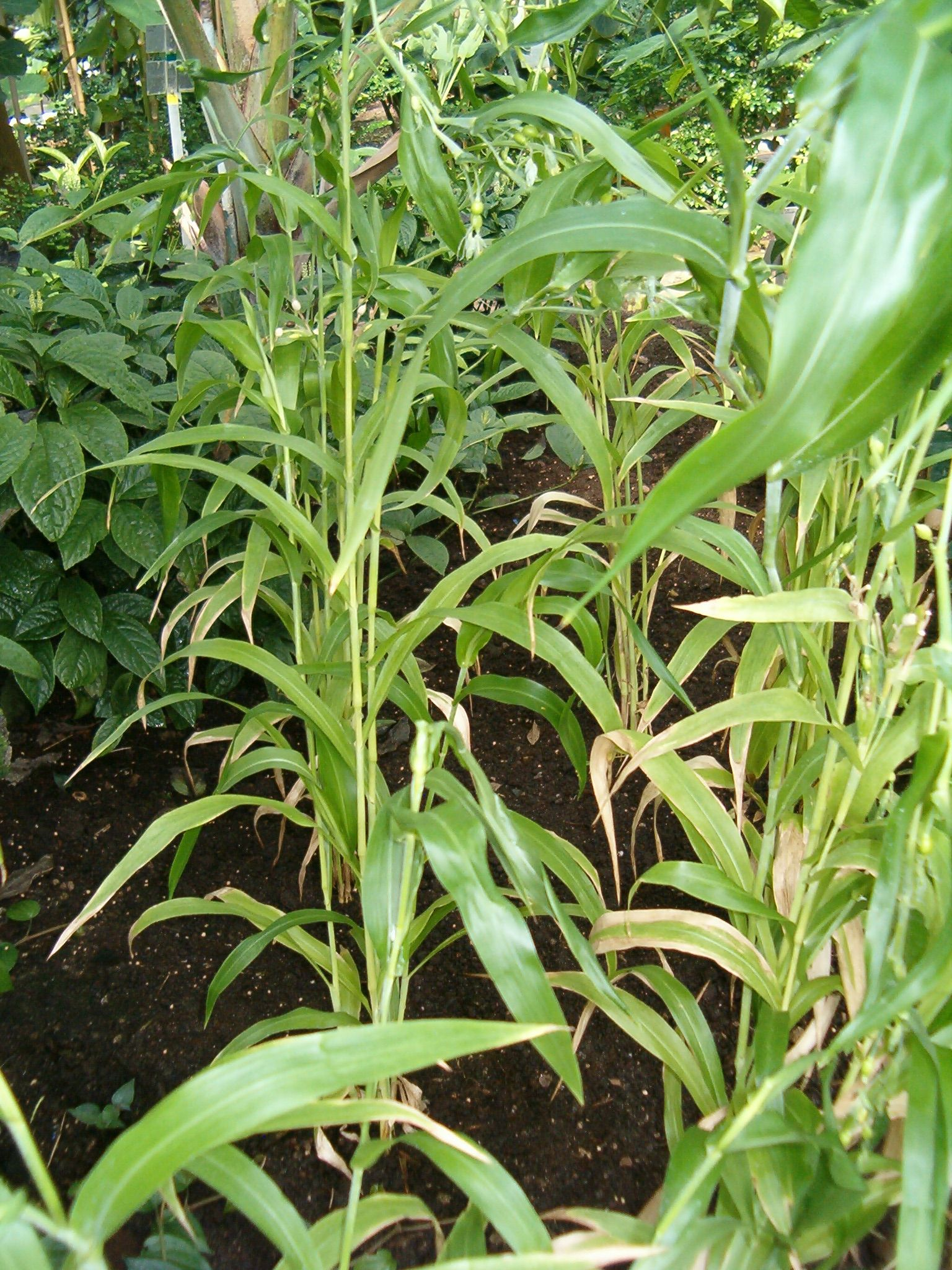
Hiobsträne (Coix lacryma-jobi) in der Varietät var. ma-yuen

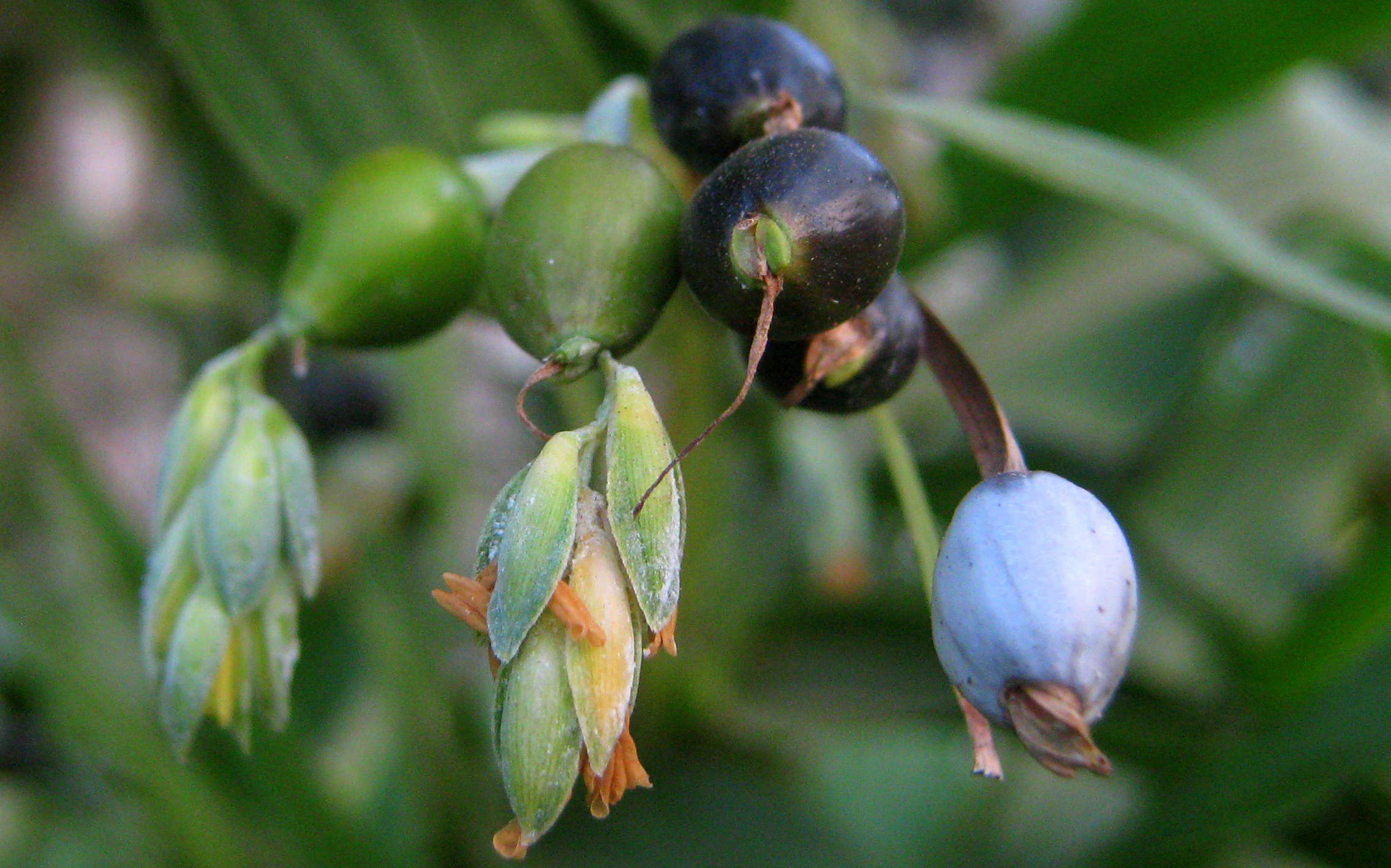
Hiobsträne (Coix lacryma-jobi), fruchtend

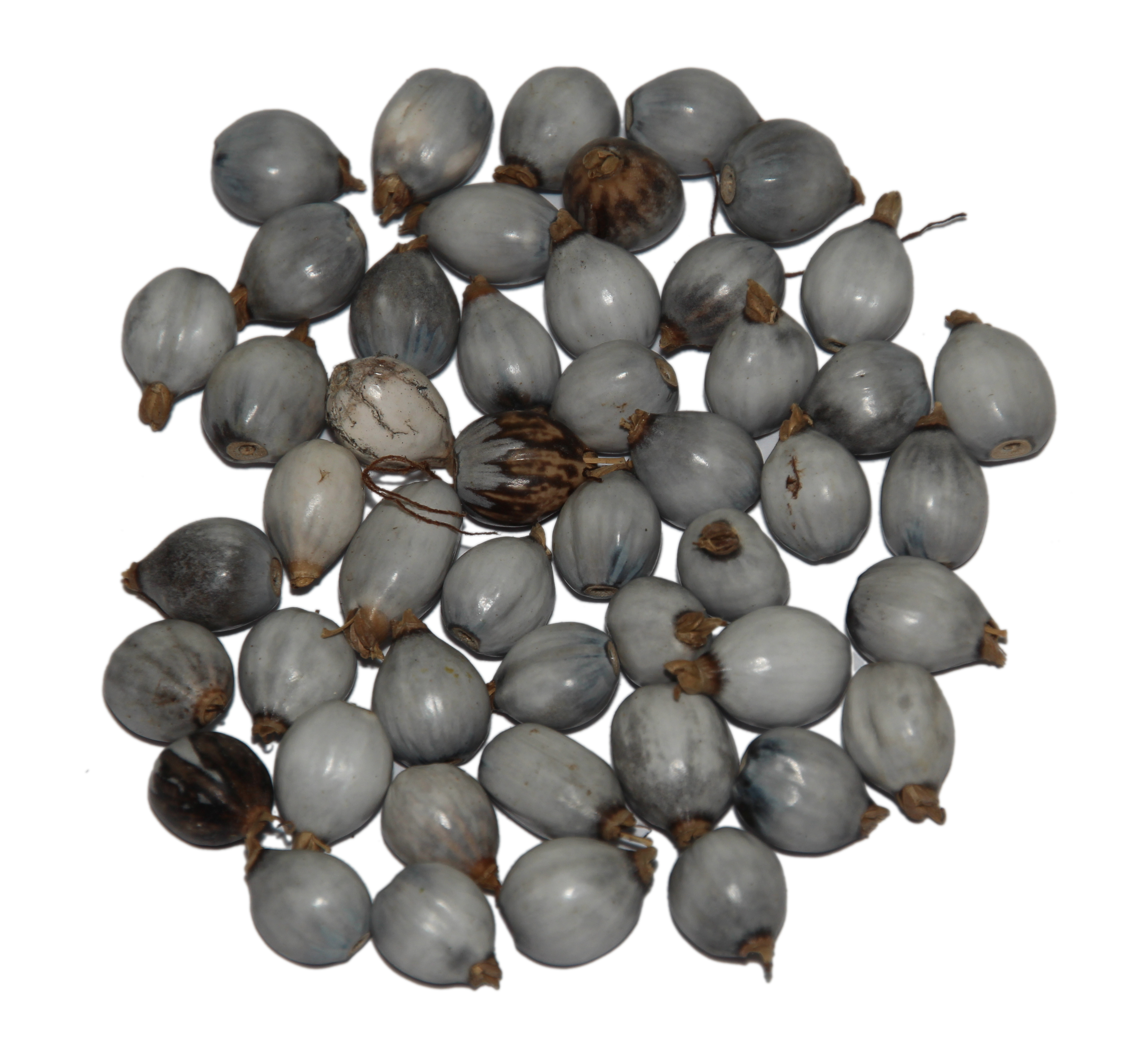
Reife Schlauchfrüchte der Hiobsträne

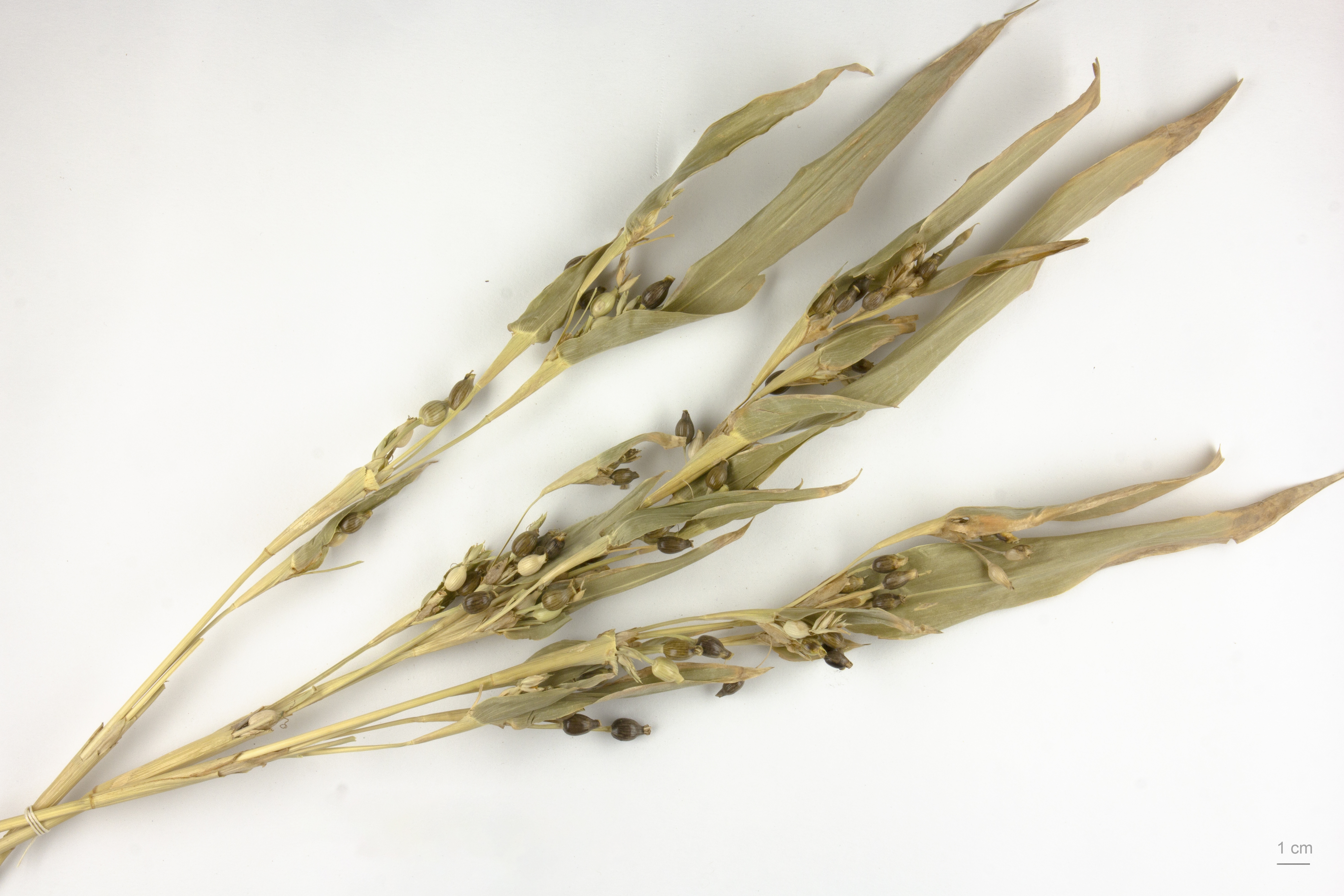
Coix lacryma-jobi – Museum von Toulouse

Die Hiobsträne (Coix lacryma-jobi), auch Hiobstränengras, sowie Chinesische Perlgerste, in Japan Hato Mugi, ist eine hochwüchsige tropische Getreidepflanze aus der Familie der Süßgräser, die in Ostasien und auf der Malaiischen Halbinsel beheimatet ist, aber auch in anderen Gebieten wie den südlichen USA und den Tropen Süd- und Mittelamerikas kultiviert wird. Die Art kommt verwildert und eingebürgert in entsprechenden Klimaten fast weltweit, so auch im europäischen Mittelmeerraum, vor. Sie wird auch als Zierpflanze verwendet.

## Merkmale
Die Hiobsträne ist eine einjährige Pflanze. Die festen Halme stehen aufrecht, sind 1–3 m hoch, verzweigt und weisen mehr als zehn Nodien auf. Die wechselständigen Stängelblätter besitzen glatte Blattscheiden, die kürzer als die Internodien sind. Die meist glatten bis leicht schuppigen, spitz zulaufenden, linealisch-lanzettlichen Blattspreiten sind 10–50(100) cm lang und 1,5–7 cm breit, die Mittelrippe ist verdickt, der Blattgrund abgerundet oder annähernd herzförmig, die Ränder rau, das Blatthäutchen (Ligula) ist 0,6–1,2 mm lang.
Die gestielten Blütenstände der Art sitzen büschelförmig zu mehreren gehäuft oder einzeln in den oberen Blattachseln. Jeder (zusammengesetzte) Blütenstand ist getrenntgeschlechtlich, im unteren, ährigen Teil weiblich und im oberen, traubigen männlich. Das bedeutet, dass die Hiobsträne einhäusig monözisch ist. Dabei umhüllt die Blattscheide des Deckblatts des Blütenstands die unteren, sitzenden weiblichen Ährchen vollständig, während die nicht ausdauernden, meist kurz gestielten männlichen aus einer Öffnung an der Spitze daraus hervorragen. Der weibliche Teil besteht nur aus einem sitzenden Ährchen (eigentlich drei aber zwei sind zu kleinen Stielchen reduziert) mit einer fertilen Blüte und einer reduzierten. Der Fruchtknoten trägt zwei lange, fedrige Narbenäste die durch die obere Öffnung herausragen, es können Staminodien vorkommen. Die männlichen, bis zweiblütigen Ährchen sitzen paarweise; weil es eines reduziert ist, nur meist die endständigen zu dritt, zusammen in einer bis etwa 4–5 cm langen Traube. Diese Ährchen sind elliptisch bis eiförmig und 6–9 mm lang. Die Hüllspelze ist vielnervig, die untere Hüllspelze ist gekielt und geflügelt, wobei die bewimperten Flügel 0,4–0,8 mm breit sind. Und die männlichen Blüten besitzen 3 Staubblätter, die Staubbeutel sind 4–5 mm lang. Es können auch reduzierte Pistillode vorkommen.
Zur Fruchtreife bleibt die Karyopse (Körnerfrucht) eingeschlossen von dem schlauchartigen Deckblatt und bildet mit diesem zusammen eine Scheinfrucht aus. Der Schlauch ist weißlich, bläulich oder grau-braun, gräulich bis schwärzlich gefärbt, er verhärtet sich bei der Wildform zur Fruchtreife. Die perlenartig wirkenden Scheinfrüchte sind die für die Art namensgebenden Tränen. Der Schlauch (Utriculus) ist eiförmig bis zylindrisch oder rundlich, gewöhnlich ledrig, glänzend, 7–11 mm lang und 6–10 mm breit, manchmal besitzt er einen endständigen Schnabel. Die durch den Schlauch eingehüllten weiblichen Blüten und Früchte sind kennzeichnend für die Gattung Coix.
Die Chromosomenzahl beträgt 2n = 20, seltener 30.

## Verbreitung
Die Art wächst wild an Ufern, in sumpfigen Tälern und feuchten Feldern in großen Teilen Asiens von China über Taiwan, Bhutan, Indien, Indonesien, Laos, Malaysia, Myanmar, Nepal, Philippinen, Sri Lanka, Thailand und Vietnam bis nach Neuguinea.

## Systematik
Man kann vier Varietäten unterscheiden:
- Coix lacryma-jobi var. lacryma-jobi: Sie kommt vom indischen Subkontinent bis Taiwan und der Halbinsel Malaysia vor.[6]
- Coix lacryma-jobi var. ma-yuen (Rom.Caill.) Stapf: Sie kommt vom südlichen China bis zur Halbinsel Malaysia und den Philippinen vor.[6]
- Coix lacryma-jobi var. puellarum (Balansa) A.Camus: Sie kommt von Assam bis Yunnan und Indochina vor.[6]
- Coix lacryma-jobi var. stenocarpa Oliv.: Sie kommt vom östlichen Himalaja bis Indochina vor.[6]

## Verwendung
Die Kultivierung der Art als Getreide soll vor etwa 3000 bis 4000 Jahren erfolgt sein, die Geschichte des Anbaus ist aber schlecht dokumentiert. Die Art ist wirtschaftlich ohne große Bedeutung, sie wird in den Anbaustatistiken der FAO (FAOSTAT) nicht gesondert aufgeführt, sie wird mit einigen anderen Arten in der Sammelkategorie der „small millets“ gelistet. Angebaut werden nur die Varietäten und Sorten mit weichen, dünnschaligen Scheinfrüchten, die botanisch zur var.ma-yuen zusammengefasst werden. Das Mehl enthält kein Gluten und kann daher nicht zum Backen von Brot verwendet werden. Für das ganze Korn wird angegeben: Energiegehalt pro 100 Gramm 1394 kJ, Protein 10,4 g, Fett 5,3 g, Kohlenhydrate 66,5 g, Fasergehalt 10,5 g. Die Tausendkornmasse ist 80 bis 90 Gramm. Ausgesät werden etwa 7 bis 15 Kilogramm pro Hektar zum Beginn der Regenzeit. Die Ernte kann nach vier bis sechs Monaten durchgeführt werden, es können dann 2 bis 4 Tonnen Korn pro Hektar (entspelzte Körner) geerntet werden. Beim Anbau als Viehfutter sind mehrere Ernten möglich. Die Art benötigt nur geringe Pflege, aber im Jugendstadium recht viel Wasser. Das Korn wird in der Sonne getrocknet, es ist nur begrenzt haltbar. Der Anbau ist rückläufig, da Mais und Reis höhere Hektarerträge liefern, günstig ist aber der geringere Aufwand beim Anbau und die geringere Anfälligkeit gegenüber Schädlingen und Krankheiten.
Die Scheinfrüchte werden als Perlen in Ketten und Rosenkränzen verwendet, die Pflanze als Futtergras. Die Samen können wie Getreide gekocht gegessen werden, sie entsprechen in der Verwendung dem Reis. Sie werden auch zu Drinks, Likör und Essig verarbeitet, ferner werden die Samen zu medizinischen Zwecken genutzt.
Chinesische Hiobstränensamen dürfen in der EU nur als Zutat in Nahrungsergänzungsmitteln verwendet werden. Für jede andere Verwendung ist es als ein neuartiges Lebensmittel ohne Genehmigung nicht zulässig.

## Krankheiten
Die Hiobsträne wird vom Rostpilz Puccinia operta befallen. Der blattpathogene Bleichepilz Bipolaris coicis (Teleomorphe Cochliobolus nisikadoi) kann ebenfalls schädlich wirken.

## Geschichte
Die Art wird bereits in der Rigveda erwähnt. Der Name Coix beschreibt eine grasartige Pflanze im Werk des Theophrastos von Eresos, ist aber nicht ganz sicher auf die Art zu beziehen. Als gesichert erscheint die Zuordnung einer Erwähnung in der Naturalis historia des Römers Plinius der Ältere. Er beschreibt dort eine griechisch Lithospermon, Aegonychon, Diospyron oder Heracleos genannte Art, die zwischen den Blättern steinharte, perlenartige Früchte hervorbringe. Die auffallende Pflanze ist in den Kräuterbüchern der frühen Neuzeit mehrfach abgebildet, unter anderem im Hortus Eystettensis des Basilius Besler. Im frühen Mittelalter soll sie von arabischen Händlern aus Indien nach Spanien eingeführt worden sein, auf den arabischen Namen Dama Daud oder auch Dama Ayub soll der spanische Name Lagrima de Job zurückgehen, der sich dann übersetzt in die europäischen Sprachen verbreitete. In Europa war die Art aber nur als botanische Kuriosität und Zierpflanze bekannt, sie wurde hier nie als Getreide angebaut. Eine Zeichnung der Pflanze von Leonardo da Vinci ist auf 1515 datiert.
Die Kultivierung der Art als Getreide erfolgte wahrscheinlich im nördlichen Burma, in Nordostindien (Assam) oder im äußersten Süden des heutigen Chinas. Eine Geschichte bringt die Einführung als Getreide nach China mit dem Feldzug des chinesischen Generals Ma Yuan in diesen Raum um die Zeitenwende in Verbindung. Nach diesem General benannte der schottische Arzt und Botaniker George Watt in seinem Werk A dictionary of the economic products of India die Varietät ma-yuen, die als einzige landwirtschaftlich angebaut wird. Die Art kommt allerdings auch als Wildpflanze in China vor. Die zahlreichen Landrassen und Trivialnamen in fast allen ostasiatischen Sprachen legen eine lange Kultivierungsgeschichte nahe. Der Anbau blieb allerdings, von Versuchen abgesehen, auf die Subsistenzlandwirtschaft in abgelegenen Bergregionen beschränkt.
Eine Kultivierung der Art zur Gewinnung der perlenartigen Früchte, die im Kunsthandwerk oder für Rosenkränze Verwendung fanden, versuchte William Turner Thiselton-Dyer, Direktor der Royal Botanic Gardens (Kew). Diese Bemühungen wurden aber aufgegeben, da diese unter Kultivierung für eine Verwendung nicht konstant genug blieben.

## Trivialnamen
Für die Hiobsträne bestehen bzw. bestanden auch die weiteren deutschsprachigen Trivialnamen: Christustränen (mittelhochdeutsch), Marientränen (mittelhochdeutsch), Mosestränen (mittelhochdeutsch) und Großer Steinsamen (mittelhochdeutsch).